# Petr Cibulka
Petr Cibulka (* 27. Oktober 1950 in Brünn) ist ein ehemaliger tschechischer Dissident und Unterzeichner der Charta 77. Nach 1989 wurde er als politischer Aktivist mit antikommunistischer Ausrichtung bekannt. 1992 veröffentlichte er umstrittene Listen mit den Namen ehemaliger Mitarbeiter der Geheimpolizei StB.

## Leben
Nach dem Besuch des Gymnasiums und der Baufachschule in Brno wollte Cibulka an der technologischen Hochschule studieren, das Studium hat er jedoch abgebrochen. Cibulka war in der nicht parteikonformen Vereinigung Jazzová sekce (deutsch: Jazzsektion) tätig, die in der Zeit der sog. Normalisierung nach der Zerschlagung des Prager Frühlings in den 70er und 80er Jahren für eine unabhängige Kulturpolitik eintrat. Die Vereinigung wurde als antisozialistisch gebrandmarkt und einige ihrer Aktivisten zu Haftstrafen verurteilt. Außerdem war Cibulka einer der Unterzeichner der Dissidentenbewegung Charta 77.
Aufgrund dieser politischen Aktivitäten geriet Cibulka mit dem damaligen tschechoslowakischen Regime in Konflikt und wurde wiederholt mit Freiheitsentzug bestraft. Seine letzte Haftstrafe wurde nach der Samtenen Revolution 1989 aufgehoben. Insgesamt verbrachte er 5 Jahre im Gefängnis.

## Aktivitäten nach 1989
Nach 1989 war Cibulka unter anderem Herausgeber der Onlinezeitung Necenzurované noviny (Unzensierte Zeitung). Aufsehen erregte Cibulka jedoch insbesondere durch zwei Aktionen:
Im Jahre 1992 veröffentlichte er die bis dahin geheim gehaltenen Verzeichnisse von Mitarbeiter der tschechoslowakischen Geheimpolizei StB, welche seitdem als Cibulkas Listen bezeichnet werden. Diese zuerst in Printmedien, dann auch online verfügbar gemachten Listen gerieten unter scharfe Kritik, unter anderem auch seitens des damaligen Präsidenten und Cibulkas engen Freundes Václav Havel. Es hat sich herausgestellt, dass die Listen Namen von Personen enthielten, die mit der Geheimpolizei nachweislich nichts zu tun hatten oder aber, dass einige Namen zuvor gelöscht wurden. Im Jahre 2000 wurde die Online-Veröffentlichung verboten, 2006 wurde Cibulka zu einer Bewährungsstrafe wegen Verunglimpfung (nach einem umstrittenen Prozess) verurteilt.
Im Jahr 2000 gründete Cibulka eine Partei, die unter dem verkürzten Namen Pravý blok (Rechter Block) bekannt wurde. Der vollständige Name der Partei war eine verkürzte Fassung des Parteiprogramms und in großen Teilen in Großbuchstaben und Fettschrift gedruckt. Die Hauptziele der Partei, die in einer verbal sehr aggressiven Sprache formuliert wurden, sind u. a. die Beseitigung der regierenden „Spitzelkratie“ der Kommunisten in der Tschechischen Republik, denen eine verdeckte Totalität und Versklavung vorgeworfen wird, und die Verwirklichung der direkten Demokratie.
Durch diese Aktivitäten geriet Cibulka auch in Konflikt mit seinen ehemaligen Mitstreitern. Seine Beschimpfung des Präsidenten Havel als Schwein, sein „irrationaler Antikommunismus“ und die Behauptung, Tschechien werde von „kriminellen Elementen und Mördern regiert“, sind Beispiele für Cibulkas spätere Standpunkte.
Zu seinen weiteren Aktivitäten gehörten unter anderem die erfolglose Kandidatur in der Nachwahl zum Abgeordnetenhaus im November 2003 für den Wahlkreis 58 von Brünn und die ebenfalls erfolglose Kandidatur in der Wahl zum Europaparlament für seine Partei Pravý blok im Mai 2014 (mit 0,52 Prozent). Bei der Kommunalwahl im Oktober 2014 trat Cibulka in Prag an, wobei er als Vorsitzender seiner Partei zugleich auch für das Amt des Bürgermeisters kandidierte.
Cibulka ist Vertreter der Verschwörungstheorie, dass hinter allem ehemalige StB-Agenten steckten. Er trat häufig mit einem sogenannten „siderischen Informationspendel“ auf, mit dem er vorgab, verborgene Zusammenhänge aufspüren zu können.